# Милиаренсий
Милиаренсий (lat. miliarensis) или милиаренс е сребърна монета сечена през периода на късната Римска империя и Византия. Въвежда се при Константиновата династия. Има висока стойност, среща се рядко. Съществуват две разновидности - тежък и лек милиаренс, съответно равняващи се на 1\14 и 1\18 от златния солид. Теглото варира от 6.5 до 8.5 грама.